# TMEM225
TMEM225 (англ. Transmembrane protein 225) – білок, який кодується однойменним геном, розташованим у людей на 11-й хромосомі. Довжина поліпептидного ланцюга білка становить 225 амінокислот, а молекулярна маса — 25 828.
| 10         |  | 20         |  | 30         |  | 40         |  | 50         |
| ---------- |  | ---------- |  | ---------- |  | ---------- |  | ---------- |
| MVHVSNRSIQ |  | GMNILFSSWA |  | VVLMVMGITL |  | DKWVELISED |  | ERAKMNHSPW |
| MMCCPALWPE |  | DDLKVVRIMM |  | TSSLGLSFLL |  | NLILGMKFTY |  | LIPQNKYIQL |
| FTTILSFFSG |  | ISLLWALILY |  | HNKLKQGQSM |  | HFSNYRITWI |  | MYTAYLNVFF |
| LSVCGVLSLL |  | ECKLSTSSCT |  | CLNIHKSDNE |  | CKESENSIED |  | ISLPECTAMP |
| RSIVRAHTVN |  | SLNKKVQTRH |  | VTWAL      |  |            |  |            |

A: Аланін

C: Цистеїн

D: Аспарагінова кислота

E: Глутамінова кислота

F: Фенілаланін

G: Гліцин

H: Гістидин

I: Ізолейцин

K: Лізин

L: Лейцин

M: Метіонін

N: Аспарагін

P: Пролін

Q: Глутамін

R: Аргінін

S: Серин

T: Треонін

V: Валін

W: Триптофан

Локалізований у мембрані, цитоплазматичних везикулах.